# اوبینیه-سور-لایون
اوبینیه-سور-لایون (به فرانسوی: Aubigné-sur-Layon) یک کمون در فرانسه است که در canton of Vihiers واقع شده‌است. اوبینیه-سور-لایون ۵٫۳۲ کیلومتر مربع مساحت دارد ۴۴ متر بالاتر از سطح دریا واقع شده‌است.